# Szuncshon (Dél-Phjongan)
Szuncshon (hangul: 순천시, Szuncshon-si, handzsa: 順川市, RR: Sunch'ŏn-si) város Észak-Koreában, Dél-Phjongan (P'yŏngan) tartományban. 983-ban alapították, Szundzsu (순주; 順州, Sunju) néven, mai nevét 1413-ban nyerte el, ekkor emelték megyei rangra is. 1983-ban emelték városi rangra.

## Földrajza
Északról Kecshon (Kaech'ŏn) és Pukcshang (Pukch'ang), keletről Unszan (Ŭnsan), délről Phjongszong (P'yŏngsŏng), nyugatról Ungok (Un'gok) és Szukcshon (Sukch'ŏn) határolja.
Legmagasabb pontja az 878 méter magas Szakkat-pong (삿갓봉; 삿갓峯, Sakkat-pong).

## Közigazgatása
11 faluból (ri (ri)) és 21 tongból áll:
| - Kangan-tong (강안동; 江岸洞, Kangan-tong) - Kangpho-tong (강포동; 江浦洞, Kangp'o-tong) - Kumszan-tong (금산동; 金山洞, Kŭmsan-tong) - Kumcshon-tong (금천동; 金川洞, Kŭmch'ŏn-tong) - Tongam-tong (동암동; 東巖洞, Tongam-tong) - Rjonbong-tong (련봉동; 蓮峯洞, Ryŏnbong-tong) - Rjonpho-tong (련포동; 蓮浦洞, Ryŏnp'o-tong) - Rjongak-tong (룡악동; 龍岳洞, Ryongak-tong) - Pongu-tong (봉우동; 봉우洞, Pongu-tong) - Ponghva-tong (봉화동; 烽火洞, Ponghwa-tong) - Puhung-tong (부흥동; 富興洞, Puhŭng-tong) - Szedok-tong (새덕동; 새덕洞, Saedŏk-tong) - Szemaul-tong (새마을동; 새마을洞, Saemaŭl-tong) - Szokszu-tong (석수동; 石水洞, Sŏksu-tong) - Szubok-tong (수복동; 秀福洞, Subok-tong) - Szuncshon-tong (순천동; 順川洞, Sunch'ŏn-tong) | - Jokcson-tong (역전동; 驛前洞, Yŏkchŏn-tong) - Osza-tong (오사동; 五四洞, Osa-tong) - Ungbong-tong (응봉동; 鷹峯洞, Ŭngbong-tong) - Csungszan-tong (증산동; 甑山洞, Chŭngsan-tong) - Csik-tong (직동; 直洞, Chik-tong) - Nenam-ri (내남리; 內南里, Naenam-ri) - Rjongbong-ri (룡봉리; 龍峯里, Ryongbong-ri) - Rjongdzsi-ri (룡지리; 龍池里, Ryongji-ri) - Pukcshang-ri (북창리; 北倉里, Pukch'ang-ri) - Szonam-ri (서남리; 西南里, Sŏnam-ri) - Sindok-ri (신덕리; 新德里, Sindŏk-ri) - Sin-ri (신리; 新里, Sin-ri) - Obong-ri (오봉리; 五峯里, Obong-ri) - Vonszang-ri (원상리; 元上里, Wŏnsang-ri) - Phjong-ri (평리; 坪里, P'yŏng-ri) - Phungdok-ri (풍덕리; 豊德里, P'ungdŏk-ri) |

## Gazdaság
Szuncshon (Sunch'ŏn) város gazdasága gépiparra, vegyiparra, élelmiszeriparra és bányaiparra épül.

## Oktatás
Szuncshon (Sunch'ŏn) város legalább egy egyetemnek és egy főiskolának, emellett számos, pontosabban ismeretlen számú általános és középiskolának ad otthont.

## Egészségügy
A város számos egészségügyi intézménnyel rendelkezik, köztük 1 városi és ismeretlen számú egyéb kórházzal.

## Közlekedés
A város közutakon a szomszédos helységek felől közelíthető meg. A megye vasúti kapcsolattal rendelkezik, a Phjongna (P'yŏngra), Manpho (Manp'o) és a Tegon (Taegŏn) vonalak része.